# Niebezpieczna zatoka
Niebezpieczna zatoka (ang. Danger Bay) – kanadyjski serial przygodowy, o silnym przesłaniu przyrodniczo-ekologicznym.
Głównymi bohaterami jest rodzina Robertsów – owdowiały ojciec z dwójką dzieci. Mężczyzna jest lekarzem w akwarium w Vancouver. Każdy z ponad 120 odcinków opowiadał oddzielną historię, czasem o charakterze obyczajowym, kiedy indziej kryminalnym lub typowo przygodowym. Polska premiera serialu odbyła się 8 listopada 1987 roku w programie drugim TVP. Na początku lat 90. serial został przeniesiony do programu pierwszego i był emitowany w niedzielne przedpołudnia.

## Obsada
- Donnelly Rhodes – dr Grant Roberts
- Christopher Crabb – Jonah Roberts
- Ocean Hellman – Nicole Roberts
- Susan Walden – J.L. Duval
- Hagan Beggs – dr George Dunbar

W mniejszych rolach i epizodach wystąpili m.in.: Tom Skerritt, William Smith, Jason Priestley, James Doohan.